# Droit au bail
Pour les articles homonymes, voir DAB.
Le droit au bail (DAB) est le droit dont bénéficie le locataire d'utiliser ses locaux pendant une certaine durée. C'est un des éléments constitutifs du fonds de commerce. 
Sa valeur correspond à l'indemnité qui peut être demandée par un commerçant titulaire d'un bail commercial à celui qui prend sa suite dans la location du local. Il s'agit donc de la somme que le cessionnaire (acheteur d'un fonds de commerce) paye au cédant (vendeur du fonds de commerce). S'il est versé au propriétaire (ou bailleur) lors de la première signature d'un bail, on le désigne comme étant un pas-de-porte, ou droit d'entrée. 
C'est un élément constitutif du fonds de commerce, même s'il existe des fonds de commerce sans droit au bail.
Le paiement d'un droit au bail est justifié par le fait que le locataire sortant valorise le fait que son loyer négocié antérieurement est sous-évalué par rapport au prix du marché. Il cédera par conséquent son bail moyennant le paiement d'une indemnité. En contrepartie, il accorde tous les droits garantis par les baux commerciaux. En effet, la loi protège le droit au bail pour les commerçants ou artisans et le propriétaire d'un local où est exercée une activité commerciale ou artisanale est notamment obligé de renouveler le bail ou de payer au locataire une indemnité dite d'éviction. L’éviction entrainant la perte du fonds, l’indemnité destinée à réparer le préjudice est dite de remplacement ou de déplacement, et qui ne peut être, quel que soit le mode de calcul utilisé, inférieure à la valeur du droit au bail.

## Cession
Lorsqu'un exploitant cède son fonds de commerce, l'acheteur reprend automatiquement le bail commercial sans que le propriétaire du local ne puisse s'y opposer. En revanche, une clause du bail peut interdire au locataire de céder le bail indépendamment du fonds.

### Cession avec fonds de commerce
Le locataire peut céder son droit au bail à l'acquéreur de son fonds de commerce sans que le bailleur puisse s'y opposer. Pour qu'il y ait cession du fonds de commerce, il faut que l'acquéreur exploite la même clientèle, donc qu'il reprenne l'activité de l'ancien locataire. Le locataire qui cède ainsi son droit au bail en même temps que le fonds de commerce doit veiller à notifier cette cession au bailleur.
Toutefois, même en cas de cession du droit au bail à l'acquéreur du fonds de commerce, le bailleur peut imposer au locataire-cédant une clause d'agrément et l'accomplissement de certaines formalités : 
- la clause d'agrément impose au locataire de soumettre l'acquéreur à l'agrément du bailleur pour qu'il vérifie son honorabilité ou sa solvabilité. Le refus d'agrément du bailleur ne peut cependant pas être discrétionnaire, il doit être motivé ou justifié par un intérêt légitime. Il est donc possible de contester en justice le refus d'agrément du bailleur s'il apparaît injustifié.
- les clauses de formalités peuvent être, par exemple, l'obligation pour le locataire d'appeler ou de faire intervenir à l'acte le bailleur. Ces clauses sont valables, mais si le bailleur ne répond pas alors que le locataire a accompli, en temps utile, les démarches nécessaires pour l'appeler et le faire intervenir à l'acte, il pourra être passé outre.

### Cession du bail indépendamment du fonds de commerce
Si le locataire veut céder son droit au bail à un tiers qui n'acquiert pas en même temps de fonds de commerce, il doit obtenir l'accord préalable du bailleur si une clause du bail le lui impose. En pratique, les baux commerciaux imposent dans leur quasi-totalité l'accord préalable du bailleur en cas de cession du bail, sous peine de résiliation. Si aucune clause du bail n'impose cette autorisation préalable du bailleur, la cession du droit au bail est libre.
Toutefois, la validité de la clause est renforcée par le nouveau régime de la cession de contrat prévue par l'article 1216 du Code civil, prévoyant qu'une cession de contrat peut intervenir avec l'accord du cédé, au cas particulier le bailleur.
En outre, il faut toujours notifier au propriétaire la cession du bail par un acte de commissaire de justice ou la faire accepter par un acte notarié.

## Aspects fiscaux
Pour le locataire cédant, la vente du droit au bail est prise en compte pour la détermination du bénéfice imposable au titre des bénéfices industriels et commerciaux (BIC).
Pour le preneur, le droit au bail est soumis aux droits d'enregistrement et il figure à l'actif du bilan en tant qu'immobilisation incorporelle non amortissable
La cession du bail, qui donne lieu au versement d'un « droit au bail », se distingue alors de la cession du fonds (le bail représentant un élément du fonds).
Le droit d’entrée perçu par le bailleur doit être en principe regardé comme un supplément de loyer sauf circonstances particulières.